# ووریا (کلیازما)
ووریا (انگلیسی: Vorya) یک رودخانه در استان مسکو کشور روسیه است..